# Schrödertal
Ett Schrödertal visar antalet sätt att dela en rektangel i  n + 1 mindre rektanglar, med n snitt genom n diagonalt placerade punkter, där varje snitt går genom en punkt. 
De första Schrödertalen är:

De 22 sätten att dela upp en kvadrat i fyra mindre rektanglar med tre snitt

1, 2, 6, 22, 90, 394, 1806, 8558, .... (talföljd A006318 i OEIS).
Schrödertalen är uppkallade efter den tyske matematikern Ernst Schröder och har olika användningsområden inom geometri, kombinatorik och talteori.

### Allmänna källor
- Weisstein, Eric W., "Schröder Number", MathWorld. (engelska)